# Sly Dog Records
Sly Dog Records is een Amerikaans platenlabel voor onder meer country en blues. Het is een sublabel van Mack Avenue Records en is gevestigd in Harper Woods, Michigan. Op het label zijn albums uitgekomen van Kenny Rankin (meest rereleases van eerder uitgekomen platen), John Brannen, Dani Linnetz, No Name All-Stars en blues-gitarist Johnnie Bassett.